# 李中梓
李中梓（1588年—1655年），字士材，號念莪，又號盡凡居士，江蘇雲間南匯人（一說明末華亭（上海松江）人），曾為明朝御醫。
曾祖李府，字一樂，為抗寇名將。父李尚衮，字補之，進士出身，曾任職兵部和吏部。李中梓多病，轉而習醫。常與名醫施沛、秦昌遇、喻嘉言、王肯堂相互切磋，其醫學理論側重於脾腎，以為“先天之本在腎”“後天之本在脾”，“气血俱要，而补气在补血之先；阴阳并需，而养阳在滋阴之上”。編撰有《內經知要》、《雷公炮制藥性解》、《頤生微論》等。《診家正眼》、《本草通玄》、《病機沙豪》三書，署名《士材三書》。有弟子沈朗仲、尤乘、馬俶、華藻、蔣示吉等。